# Sant Benet (Susqueda)
Sant Benet és una muntanya de 1.150 metres que es troba al municipi de Susqueda, a la comarca catalana de la Selva. Aquest cim està inclòs al llistat dels 100 cims de la FEEC.